# Ivezići
Ivezići (izvirno srbsko Ивезићи) je naselje v Srbiji, ki upravno spada pod Občino Prijepolje; slednja pa je del Zlatiborskega upravnega okraja.

## Demografija
V naselju, katerega izvirno (srbsko-cirilično) ime je Ивезићи, živi 143 polnoletnih prebivalcev, pri čemer je njihova povprečna starost 40,8 let (39,2 pri moških in 42,7 pri ženskah). Naselje ima 48 gospodinjstev, pri čemer je povprečno število članov na gospodinjstvo 3,54.
To naselje je, glede na rezultate popisa iz leta 2002, večinoma srbsko, a v času zadnjih treh popisov je opazno zmanjšanje števila prebivalcev.
|  |

| Demografija | Demografija     | Demografija     |
| Leto        | Št. prebivalcev | Št. prebivalcev |
| ----------- | --------------- | --------------- |
|             |                 |                 |
|             |                 |                 |
|             |                 |                 |
|             |                 |                 |
| 1948        | 406             |                 |
| 1953        | 454             |                 |
| 1961        | 428             |                 |
| 1971        | 459             |                 |
| 1981        | 387             |                 |
| 1991        | 202             | 201             |
| 2002        | 172             | 170             |
|             |                 |                 |

| Etnična sestava po popisu iz leta 2002 | Etnična sestava po popisu iz leta 2002 | Etnična sestava po popisu iz leta 2002 | Etnična sestava po popisu iz leta 2002 | Etnična sestava po popisu iz leta 2002 |
| -------------------------------------- | -------------------------------------- | -------------------------------------- | -------------------------------------- | -------------------------------------- |
| Srbi                                   | Srbi                                   |                                        | 118                                    | 69,41%                                 |
| Bošnjaki                               | Bošnjaki                               |                                        | 33                                     | 19,41%                                 |
| Muslimani                              | Muslimani                              |                                        | 19                                     | 11,17%                                 |
| Neznano                                | Neznano                                |                                        | 0                                      | 0,0%                                   |